# Щасливе число
Натуральне число називається щасливим числом, якщо послідовність, яка починається з цього числа, і кожен наступний член якої є сумою квадратів цифр попереднього, містить член рівний одиниці.
Числа, які не є щасливими, називаються сумними числами, або нещасливими числами.

## Приклад
Перевіримо, чи число 32 є щасливим числом. Збудуємо послідовність:
- {\displaystyle a_{1}=32}
- {\displaystyle a_{2}=3^{2}+2^{2}=13}
- {\displaystyle a_{3}=1^{2}+3^{2}=10}
- {\displaystyle a_{4}=1^{2}+0^{2}=1}

Послідовність містить 1, отже 32 є щасливим числом.
Щасливі числа не більші 1000:
1, 7, 10, 13, 19, 23, 28, 31, 32, 44, 49, 68, 70, 79, 82, 86, 91, 94, 97, 100, 103, 109, 129, 130, 133, 139, 167, 176, 188, 190, 192, 193, 203, 208, 219, 226, 230, 236, 239, 262, 263, 280, 291, 293, 301, 302, 310, 313, 319, 320, 326, 329, 331, 338, 356, 362, 365, 367, 368, 376, 379, 383, 386, 391, 392, 397, 404, 409, 440, 446, 464, 469, 478, 487, 490, 496, 536, 556, 563, 565, 566, 608, 617, 622, 623, 632, 635, 637, 638, 644, 649, 653, 655, 656, 665, 671, 673, 680, 683, 694, 700, 709, 716, 736, 739, 748, 761, 763, 784, 790, 793, 802, 806, 818, 820, 833, 836, 847, 860, 863, 874, 881, 888, 899, 901, 904, 907, 910, 912, 913, 921, 923, 931, 932, 937, 940, 946, 964, 970, 973, 989, 998, 1000 (послідовність A007770 з Онлайн енциклопедії послідовностей цілих чисел, OEIS).
На щасливість чисел не впливають перестановки цифр та вставляння довільної кількості нулів. Серед наведених вище чисел суттєво різні комбінації цифр це
1, 7, 13, 19, 23, 28, 44, 49, 68, 79, 129, 133, 139, 167, 188, 226, 236, 239, 338, 356, 367, 368, 379, 446, 469, 478, 556, 566, 888, 899 (послідовність A124095 з Онлайн енциклопедії послідовностей цілих чисел, OEIS).

## Властивості
- Щасливих чисел та сумних чисел є безмежно багато (операції дописування нулів до числа та перестановки цифр у числі залишають щасливі числа щасливими, а сумні — сумними).
- Кожне число з послідовності породженої щасливим числом є щасливим числом і кожне число з послідовності породженої сумним числом є сумним числом.
- Послідовність, яку породжує кожне сумне число завжди закінчується циклом

4, 16, 37, 58, 89, 145, 42, 20, 4, ...

## Щасливі числа у інших системах числення
Щасливість чисел залежить від використовуваної системи числення. Наприклад, у двійковій системі число {\displaystyle 10_{2}} (тобто 2 в десятковій системі) є щасливим числом оскільки {\displaystyle 10_{2}\rightarrow 1_{2}^{2}+0_{2}^{2}=1_{2}}.
Узагальнюючи, числа
{\displaystyle 1_{b},10_{b},100_{b},1000_{b},...}
є щасливими у системі числення з основою {\displaystyle b}.
У двійковій системі числення всі числа є щасливими. Доведення базується на  спостереженні, що, якщо число  має у своєму двійковому записі рівно {\displaystyle k} одиниць, то наступний член послідовності дорівнює  {\displaystyle k}, і має у своєму двійковому записі не більше ніж {\displaystyle \lceil \log _{2}k\rceil } одиниць. Оскільки {\displaystyle \lceil \log _{2}k\rceil <k} при {\displaystyle k>1},  то кількість одиниць у двійковому записі послідовних членів породженої довільним числом послідовності строго монотонно спадає до одиниці. Наприклад,
{\displaystyle 1101011_{2}\rightarrow 101_{2}\rightarrow 10_{2}\rightarrow 1_{2}}.
Двійка є тзв. щасливою основою. Іншою щасливою основою є 4, і немає інших щасливих основ менших за 500'000'000.